# راي تيرنر (كرة سلة)
راي تيرنر (بالإنجليزية: Ray Turner)‏ مواليد 24 يناير 1990 في هيوستن، هو لاعب كرة سلة محترف أمريكي بدأ مسيرته الاحترافية في سنة 2013 ويحمل الرقم 35. يبلغ طوله 6 قدم 9 بوصة (2.1 م). يلعب مع الفريق الممثل لجامعة تكساس إيه اند إم. سبق أن لعب في قبرص، أستراليا واليابان.